# Veslenutane
Veslenutane är en kulle i Antarktis. Den ligger i Östantarktis. Australien gör anspråk på området. Toppen på Veslenutane är 850 meter över havet.
Terrängen runt Veslenutane är lite kuperad. Trakten är obefolkad. Det finns inga samhällen i närheten.